# Język puluwat
Język puluwat – zagrożony wymarciem język trukański należący do języków mikronezyjskich, używany przez mieszkańców Pollap, Polowat i Pulusuk w archipelagu Karolinów w mikronezyjskim stanie Chuuk.